# Умм аль-валад

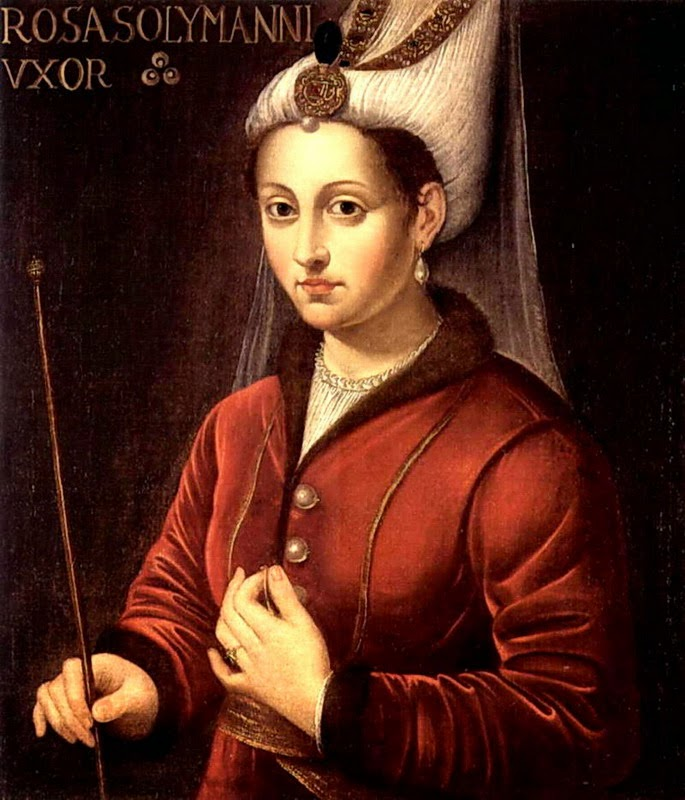
Роксолана, жертва кримської работоргівлі, стала умм аль-валад, народивши дитину, яку визнав її поневолювач султан Сулейман Пишний.

Умм аль-валад (араб. أم الولد, латиніз. мати дитини) — у мусульманському світі титул, який дарували рабині-наложниці, яка народила дитину, яку її господар визнав своєю. Ці жінки вважалися власністю і могли бути продані своїми господарями, практика, яка в ті часи регулювалася правилами та постановами Магомета.
Після смерті Магомета Умар під час свого перебування на посаді халіфа затвердив політику, яка забороняла власникам продавати або дарувати своїх умм аль-валад, а після смерті власників вони отримували свободу. Алі, двоюрідний брат і зять Магомета, спочатку погодився з рішенням Умара. Однак після смерті Умара та смерті Османа, який дотримувався цієї політики, в більш пізній період свого халіфату Алі скасував її, заявивши, що умм аль-валад все ще можна продати, попри те, що вона народила дитину від власника.
Точка зору Алі з часом була інтегрована в шиїзм разом із прийняттям тимчасових шлюбів. З іншого боку, усі відомі сунітські юридичні школи юриспруденції приймають точку зору Умара про те, що умм аль-валад не слід продавати і їй слід надати свободу після смерті її господаря. Діти, народжені умм аль-валад від її господаря, вважалися вільнонародженими та законнонародженими, і до них часто ставилися так само, як і до інших дітей, народжених від вільних дружин господаря. У 740 році невдала спроба Зейда ібн Алі завоювати халіфат ознаменувала переломний момент на користь вождів з рабським походженням і досягла свого піку в 744 році, коли Язид III став першим омейядським халіфом, мати якого була рабинею. Згодом останні три халіфи Омейядів і більшість халіфів Аббасидів народилися від рабинь.
Риторика щодо їхніх матерів супроводжувала цей прихід до влади, слугуючи або для прославлення, або для критики їхнього сходження до халіфату. Одна з риторичних тактик полягала в зображенні матерів-рабинь як іноземних принцес із престижним родинним корінням, що підвищувало їхній соціальний статус. Прикладом тому є Язид III, який з гордістю заявив, що його мати була перською принцесою з шановної династії Сасанідів, підкреслюючи свій знатний рід. Він хвалився своєю подвійною спадщиною, пов'язуючи себе як з Цезарем, так і з Каганом. І навпаки, їхні супротивники використовували протилежний риторичний підхід, ставлячи під сумнів їхнє батьківство та натякаючи, що використання рабинь для народження дітей призведе до значних соціально-політичних заворушень. Наприклад, противники Марвана II стверджували, що він насправді не був сином принца Омейядів Мухаммеда ібн Марвана, припускаючи, що його мати-рабиня вже була вагітна, коли її захопили з ворожого табору.
Історично багато правителів ісламських династій використовували метод народження спадкоємців від наложниць-рабинь зі своїх гаремів, а не від вільних законних дружин. Законна дружина мала сімейний клан, який міг мати вплив, поріднившись із правителем, тоді як наложниця-рабиня не мала родини, яка могла б завдати шкоди. Звичай використання наложниць для народження спадкоємців регулярно використовувався ісламськими династіями аж до скасування рабства у ХХ столітті. Одним із прикладів є Османська династія, чиї султани після завоювання Константинополя в 1453 році взагалі рідко одружувалися до поступового занепаду рабства в Османській імперії, натомість використовуючи наложниць для народження своїх спадкоємців.
Ці явища існували протягом усієї історії рабства в мусульманському світі, яка закінчилася лише в ХХ столітті. Наприклад, Барака Аль Яманія (померла 22 серпня 2018 року) була наложницею короля Саудівської Аравії Абдель-Азіза (1932—1953) і матір'ю Мукріна бін Абдул-Азіза (1945 року народження), який був спадковим принцом Саудівської Аравії в 2015 році.
Рабовласник-чоловік міг за власним бажанням не визнавати батьківство своєї дитини, народженої від рабині. Закон дозволяв мусульманину мати секс із власною рабинею, якщо вона не була його законною дружиною. Дитина, народжена рабинею, також залишалася рабом, якщо її господар не визнавав батьківства, у такому випадку дитина була б автоматично вільною за законом. Якщо неодружена рабиня народжувала дитину, а рабовласник вирішував не визнавати батьківство, то рабині загрожувало звинувачення в «зіні» (перелюбі).